# Andrássy Gyula-díj

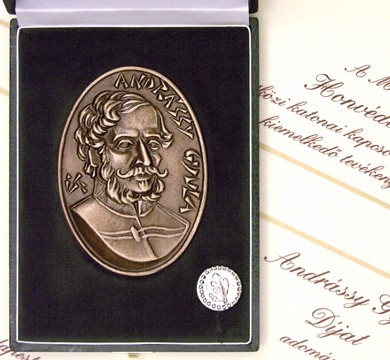
Andrássy Gyula-díj

Az Andrássy Gyula-díj honvédelmi miniszteri rendelettel 1999-ben alapított állami elismerés.

## A díj odaítélése
Az Andrássy Gyula-díjat a honvédelmi miniszter a nemzetközi katonai kapcsolatok elmélyítése érdekében tartósan végzett katona-diplomáciai, illetve a NATO szövetségi rendszerben nyújtott kiemelkedő tevékenység elismerésére adományozza évente, május 21-én, a Honvédelem Napján.
A díjazottak jogosultak a ,,Andrássy Gyula-díjas” cím használatára és az erre utaló miniatűr jelvény viselésére. (Ha a díj odaítélése és átadása közötti időben a kitüntetendő személy elhalálozik, a plakettet, az oklevelet és a díjjal járó pénzjutalmat házastársa vagy leszármazottja veheti át.)
A honvédelmi miniszter által alapítható és adományozható elismerésekről szóló mindenkori rendelet az összes díj éves kontingensét úgy határozza meg, hogy Andrássy Gyula-díjban évente gyakorlatilag 1-2 fő részesülhet.

## A díjak leírása és viselése
A díjakkal oklevél, plakett és anyagi elismerés jár. A pénzjutalom összege a Kossuth-díjjal járó pénzjutalom mindenkori összegének 20%-a.
- Plakett, álló ovális alakú, rajta a névadó arcmása és neve. Anyaga bronz, mérete 70x100 mm (alkotója ifj. Szlávics László).
- Kitűzője kerek, rajta a díjat megjelenítő motívumokkal, mérete 20 mm.

A miniatűr jelvényt a szolgálati, köznapi és ünnepi öltözet esetén a zubbony jobb oldalán, a zsebtakaró felett kell viselni.

## Díjazottak
| Év   | Név                                        |
| ---- | ------------------------------------------ |
| 2000 | Gyarmati István dr.                        |
| 2001 | Stefán Géza dr., nyugállományú altábornagy |
| 2001 | Szenes Zoltán dr., dandártábornok          |
| 2002 | Száraz György dandártábornok               |
| 2003 | Sztrovetz András dr., dandártábornok       |
| 2004 | Braun László vezérőrnagy                   |
| 2004 | Varga László ezredes                       |
| 2005 | Hatvani Károly ezredes                     |
| 2006 | Németh István dandártábornok               |
| 2007 | Havril András vezérezredes                 |
| 2008 | Hollósi Nándor nyugállományú altábornagy   |
| 2009 | Gyenes István dandártábornok               |
| 2010 | Bali József nyugállományú vezérőrnagy      |